# Philip Eijlander
Philip Eijlander (1957) vervulde van 20 november 2008 tot 4 juni 2015 de functie van rector magnificus van de Tilburg University. Daarvoor was hij gedurende ruim drie jaar de decaan van de faculteit rechtsgeleerdheid van dezelfde universiteit.
Eijlander studeerde bestuurskunde aan de Universiteit Twente en promoveerde in 1993 aan de Universiteit van Tilburg. Hij werkt sinds 1983 aan de academie in verschillende functies waaronder vanaf 1999 als hoogleraar op het terrein van staats- en bestuursrecht. In de periode van 1989 tot 1997 was hij ook in dienst van de rijksoverheid als onder meer directeur Onderzoek en Wetenschapsbeleid bij het Ministerie van Justitie en directeur Toezicht bij het Ministerie van Sociale Zaken en Werkgelegenheid.
Van 1999 tot 2005 was hij directeur van het Schoordijk Instituut en vice-decaan onderzoek en van 1 januari 2005 tot 1 juli 2008 de decaan van de Tilburgse Rechtenfaculteit. In het najaar van 2008 werkte hij als gastonderzoeker aan de Law School van de Universiteit van Georgetown, Washington D.C.. Sinds 20 november 2008 was hij de rector magnificus van de Tilburg University.
Tijdens de dies natalis in november 2014 maakte Eijlander bekend dat hij in 2015 zou aftreden als rector magnificus in verband met de ziekte van Parkinson. Eijlander blijft wel hoogleraar staats- en bestuursrecht aan Tilburg Law School.